# Luzia Linhares
Luzia Cavalcanti Linhares (Rio de Janeiro, 8 de junho de 1887 — Rio de Janeiro, 14 de setembro de 1969) foi a esposa de José Linhares, o 15.º presidente do Brasil em um período de transição política. Luzia tornou-se primeira-dama do país durante o curto mandato de seu marido, que durou de 29 de outubro de 1945 a 31 de janeiro de 1946.
Durante seu breve período como primeira-dama, Luzia Cavalcanti Linhares desempenhou um papel discreto, em um momento em que o país passava por transições políticas após o fim da era Vargas. Embora seu tempo na função tenha sido limitado, ela foi parte de um período histórico crucial para o Brasil, marcando a transição para a redemocratização e preparando o caminho para a nova eleição presidencial.

## Biografia
Luzia Cavalcanti, nascida no Rio de Janeiro, descendia de uma família com origens em Caicó, no Rio Grande do Norte. Ela era filha do renomado jurista, político e intelectual Amaro Cavalcanti (1849–1922) e de Henriquieta Ferreira Catão (1853–1888). Sua linhagem destacava-se pelo envolvimento em questões jurídicas e políticas no Brasil, refletindo um legado de influência e prestígio. Além disso, Luzia era sobrinha do padre João Maria Cavalcanti de Brito, uma figura respeitada e reverenciada em sua região de origem. Essa conexão familiar reforçava suas raízes profundas no Nordeste brasileiro e associava seu nome a importantes figuras da história social e religiosa do país.
Luzia uniu-se em matrimônio com José Linhares em 6 de março de 1913, em uma cerimônia religiosa, e posteriormente no dia 26 de abril de 1913, no civil. O casal formou uma família e teve três filhos: Léa Linhares Villela, nascida em 13 de junho de 1914; Amaro Cavalcanti Linhares, que mais tarde se tornaria promotor público no Distrito Federal, nascido em 1 de setembro de 1917; e José Carlos Linhares, que seguiu carreira diplomática, nascido em 15 de outubro de 1925.

## Primeira-dama do Brasil
Luzia Linhares assumiu o papel de primeira-dama do Brasil em outubro de 1945, em um momento de transição política significativa, quando seu marido, José Linhares, presidente do Supremo Tribunal Federal, foi convocado pelas Forças Armadas para ocupar a Presidência da República após a deposição de Getúlio Vargas.
Durante seu breve período como primeira-dama, Luzia demonstrou seu comprometimento com causas sociais. Em 21 de novembro de 1945, em uma cerimônia realizada no Palácio Guanabara, ela assumiu a presidência da Legião Brasileira de Assistência (LBA), uma organização voltada ao apoio social e humanitário. No entanto, pouco após a formalização do cargo, Luzia delegou, através de uma portaria, a responsabilidade à Sra. Anita Carpenter Ferreira, designando-a como secretária-geral da LBA. Com essa medida, Anita ficou autorizada a responder pela presidência em qualquer situação em que a primeira-dama estivesse impossibilitada de atuar.

## Viuvez e morte
Luzia Cavalcanti Linhares enfrentou momentos difíceis após o término do mandato de seu marido, José Linhares. Em 1957, ficou viúva, testemunhando a morte de seu esposo em Caxambu, Minas Gerais, após um período prolongado de enfermidade que o debilitou. Luzia Cavalcanti Linhares faleceu em 14 de setembro de 1969, aos 82 anos, devido a um acidente vascular cerebral (AVC). Ela foi sepultada no Cemitério São João Batista, no Rio de Janeiro.  